# Colladonus tolucensis
Colladonus tolucensis är en insektsart som beskrevs av Nielson 1988. Colladonus tolucensis ingår i släktet Colladonus och familjen dvärgstritar. Inga underarter finns listade i Catalogue of Life.